# Ludwig Klages
Friedrich Konrad Eduard Wilhelm Ludwig Klages (Hannover, 10 december 1872 - Kilchberg, 29 juli 1956) was een Duits filosoof, psycholoog en een van de grondleggers van de grafologie. Als filosoof wordt hij traditioneel als vertegenwoordiger van de levensfilosofie gezien.

## Biografie
Klages werd geboren in Hannover, Duitsland op 10 december 1872. Hij studeerde natuurkunde, filosofie en scheikunde in München. Hij doctoreerde in de scheikunde, maar heeft nooit de baan van scheikundige opgenomen. Daarentegen wijdde hij zich vooral aan de grafologie en de filosofie. Samen met de beeldhouwer Hans Busse en Georg Meyer stichtte hij in 1894 het Deutsche Graphologische Gesellschaft.
In München kwam Klages ook in contact met de schrijver Karl Wolfskehl en de mysticus Alfred Schuler. Hij was tevens een minnaar van Fanny zu Reventlow, de Boheemse gravin van Schwabig. Later vormde hij samen met Wolfskehl, Schuler en de schrijver Ludwig Derleth de zogenaamde Kosmikerkreis. Ook de dichter Stefan George was verbonden met deze kring. Klages schreef zelf ook een boek waarin hij de poëzie van George prees. Als een lid van deze groep werd zijn filosofie getypeerd door het afwijzen van de decadente moderne maatschappij en dit te contrasteren met het vroeger mythisch, Duits verleden. Aan de moderne artiest wordt in deze kring de functie toegeschreven om een nieuwe, betere toekomst te creëren. Hij had ook contacten met Walter Benjamin.
Aan het begin van de Eerste Wereldoorlog, in 1914, verhuisde Klages naar Zwitserland en onderhield zijn familie en zichzelf als schrijver en door het geven van lezingen. In de jaren 20 keerde hij terug naar Duitsland en kreeg in 1932 de Goethe-Medaille voor Kunst en Wetenschap. In 1936 ontstonden er echter problemen met het opkomende Nazi-Duitsland omdat hij de nieuwe regering niet steunde. Op zijn 70e verjaardag, in 1942, schreef de Duitse pers enkel negatief over zijn carrière. Hij werd wel gerehabiliteerd na de Tweede Wereldoorlog, vooral op zijn 80e verjaardag in 1952. Hij stierf uiteindelijk op 29 juli 1956 in Kilchberg, Zwitserland.

## Denken
Klages wordt voornamelijk nog herinnerd als vader van de grafologie. Als filosoof wordt hij daarnaast geplaatst binnen de levensfilosofie. De titel van zijn hoofdwerk, Der Geist als Widersacher der Seele (1929-1932) ('De geest als vijand van de ziel') beschrijft goed de kern van zijn filosofie: de traditionele rationele en reductionistische filosofie wordt verworpen en vereenzelvigd met de gevaarlijke 'geest', die tegenover de menselijke 'ziel' staat. De oorspronkelijke, onbedorven ziel is in staat om de wereld te vatten in haar zuiverheid: als een stroom van ervaringen.
Alle levende wezens hebben zo'n ziel. De mens heeft echter ook een 'geest'. Deze geest, vooral via de wetenschap, verbreekt dit oorspronkelijke wereldbeeld en scheidt de menselijke ziel van het lichaam. Het gevaar hierbij, volgens Klages, is dat dit uiteindelijk het leven doodt. Klages is dus een irrationalist en kiest de kant van het leven. Deze irrationele filosofie werd sterk gebruikt, of misbruikt, door het in Duitsland opkomende nazisme. Net als Friedrich Nietzsche en Henri Bergson wordt Klages daarnaast gezien als een wegbereider van het existentialisme en de existentiële fenomenologie.